# Saburo Yokomizo
Saburo Yokomizo (横溝 三郎 Yokomizo Saburō?, Yokohama, Japón; 9 de diciembre de 1939 – 14 de noviembre de 2024) fue un atleta de Japón especialista en la Carrera de media distancia y carrera de obstáculos.

## Carrera
A nivel nacional fue campeón de los 5000 metros y en los 3000 metros con obstáculos en 1961 y al año siguiente ganó la medalla de plata en los 3000 metros con obstáculos en los Juegos Asiáticos de 1962 en Yakarta donde solo lo superó Mubarak Shah de Pakistán.
Participó en los Juegos Olímpicos de Tokio 1964 en el evento de 3000 metros con obstáculos donde terminó en noveno lugar entre 10 participantes en el hit tres y quedó eliminado.

## Muerte
Yokomizo murió de cáncer de hígado el 14 de noviembre de 2024 a los 84 años.